# Ngaglik (Gebang)
Ngaglik is een bestuurslaag in het regentschap Purworejo van de provincie Midden-Java, Indonesië. Ngaglik telt 1073 inwoners (volkstelling 2010).